# Operatie Hannibal
De Operatie Hannibal was de officiële benaming voor de evacuatie van de Duitse burgers en militairen uit Oost- en West-Pruisen begin 1945.

## Achtergrond
Door de opmars van de troepen van het Rode Leger werden Oost- en West-Pruisen van de rest van het Derde Rijk afgesneden. Evacuatie uit het gebied werd eerst verboden door de regering in Berlijn. Voor de 2,5 miljoen mensen in het gebied bleef er nog één vluchtweg over, de Oostzee. Onder leiding van grootadmiraal Karl Dönitz werden alle beschikbare schepen gebruikt. Reeds in juli 1944 werd de stad Memel ontruimd. In september volgde evacuatie uit Reval, Riga, Windau en Libau. Er werden 140.000 vluchtelingen gered uit Memel en Reval. Tot december 1944 gingen er 70 schepen verloren door vijandelijke acties.

## Uitvoering
Karl Dönitz leidde het begin van de operatie op 21 januari 1945. Omdat de Sovjets ook op zee actief waren werden de schepen met passagiers begeleid door oorlogsschepen om hen te verdedigen. Dönitz en Conrad Engelhardt slaagden erin om met 1081 schepen 2,5 miljoen mensen te evacueren uit het oorlogsgebied. Door aanslagen op schepen zijn er zo' n 33.000 vluchtelingen om het leven gekomen, wat neerkomt op 1%. Er werden 672 handelsschepen en 409 oorlogsschepen ingezet. De stoomboot Deutschland was het succesvolste schip dat in zeven vaarten zo'n 70.000 mensen redde. De ondergang van de Wilhelm Gustloff op 30 januari 1945, getroffen door drie onderwatertorpedo's, staat geboekstaafd als een van de grootste scheepsrampen in de geschiedenis, er kwamen 9.000 mensen om. Een laatste reddingsschip verliet op 9 mei 1945, één uur na het einde van de oorlog de haven van Hela met 145 vluchtelingen aan boord en kwam op 14 mei in de haven van Flensburg aan.